# Discovery Bay (Turks i Caicos)
Canal Discovery Bay – mała miejscowość wypoczynkowa i przystań żeglarska na Turks i Caicos terytorium zależne Wielkiej Brytanii w Ameryce Środkowej, na Oceanie Atlantyckim. Populacja miasta wynosi 1041 mieszkańców (2001).